# Józef Feliks Rogaliński

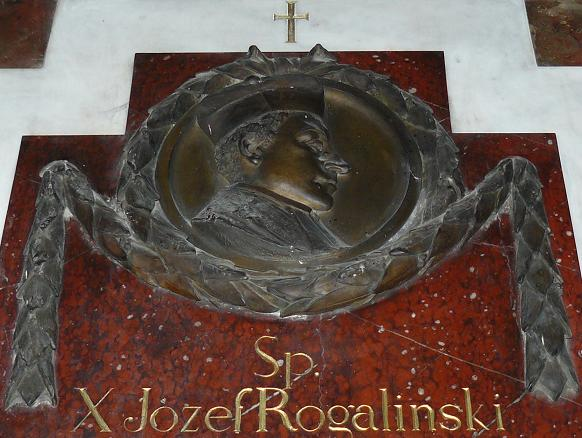
Nagrobek Józefa Rogalińskiego w poznańskiej Farze

Józef Feliks Rogaliński herbu Łodzia (ur. 20 listopada 1728 w Jurkowie, zm. 6 listopada 1802 we Wschowie) – polski ksiądz rzymskokatolicki i naukowiec: matematyk, fizyk, astronom i teoretyk wojskowości; kaznodzieja. Studiował prawo, teologię i filozofię w Rzymie, następnie nauki fizyczne i matematyczne w Paryżu, dziekan katedry poznańskiej.

## Życiorys
Urodził się w Jurkowie (pow. Kościan), jako syn Antoniego Rogalińskiego herbu Łodzia (sędzia ziemski wschowski), i Heleny z Rogalińskich. Brat Kaspra. W wieku 17 lat wstąpił (15 sierpnia 1746 w Krakowie do jezuitów, nowicjat odbył u Św. Szczepana (do roku 1748). Początkowo studiował (1748-1751) filozofię w Jarosławiu. Przez kilka następnych lat (1751-1754) był nauczycielem kolejno 3 szkół zakonnych: Brześć Litewski (rok szkolny 1751/1752, nauczanie początków i gramatyki), Toruń (1752/1753, gramatyka) i Kalisz (1753/1754, poetyka). Jesienią (październik) roku 1754 zostaje wysłany na 3-letnie studia teologiczne do rzymskiego Collegium Romanum.
Po ukończeniu studiów działał w Poznaniu gdzie był przełożonym muzeum, laboratorium fizycznego oraz obserwatorium astronomicznego, które prawie w całości zostało wybudowane i wyposażone przez rodzinę Rogalińskich. Od 1762 zajmował się reformą szkolnictwa. W roku 1765 w laboratorium złożył mu wizytę słynny szwajcarski uczony Leonhard Euler, który uznał je za świetnie wyposażone, co później opisał.
Uważany jest za twórcę poznańskiego ośrodka badań fizyczno-matematycznych. Rogaliński był prekursorem bezpłatnych wykładów publicznych, na które obok uczniów Akademii Lubrańskiego i Kolegium Jezuickiego uczęszczali również mieszkańcy miasta, szczególnie rzemieślnicy. Tematyką wykładów była fizyka doświadczalna. Organizował również "popisy", podczas których uczniowie omawiali wynalazki techniczne i ich zastosowanie.
Po likwidacji zakonu jezuitów w roku 1773 i ich poznańskiej szkoły Józef Rogaliński został rektorem Akademii Wielkopolskiej, którą starał się podnieść do rangi uniwersytetu. Po połączeniu przez Komisję Edukacji Narodowej tej szkoły z Akademią Lubrańskiego został zwolniony ze stanowiska, uzyskując jednak roczną pensję.
W 1790 roku był członkiem Komisji Porządkowej Cywilno-Wojskowej dla województwa poznańskiego i powiatu poznańskiego. 
Swój duży majątek do 1000 czerw. złot. kazał rozdać między osoby uczciwe a żebrać się wstydzące, tudzież między podupadłe, ale trzeźwe i pracowite rzemieślniki.
Odznaczony Orderem Świętego Stanisława w 1789.

## Twórczość
Józef Rogaliński był autorem licznych rozpraw z zakresu fizyki, matematyki, architektury i astronomii oraz współtwórcą polskiej terminologii naukowej w tych dyscyplinach. Jest autorem 4 ksiąg podręcznika fizyki doświadczalnej. Najbardziej znana był 600 stronicowy podręcznik  Doświadczenia skutków rzeczy pod zmysły podpadających, wydawanych w latach (1765-1776), w którym między innymi: wyłożył powszechne własności ciał..., usposabia czytelnika do zrozumienia teoryi machin..., wykłada teoryą machin, tak poiedyńczych jak i złożonych..., teoryą biegu ułatwił sobie wykład obrotu ciał niebieskich..., i usposobił do zrozumienia architektury militarney.... Za ten podręcznik otrzymał od króla Stanisława II Augusta kosztowny pierścień i Order Świętego Stanisława.
Był prałatem kapituły poznańskiej a będąc znawcą literatury łacińskiej, francuskiej i włoskiej głosił piękne, barwne kazania - przeięty rzeczą o której mówił, wlewał ią w słuchaczów mocą przekonywaiącey i czułey wymowy.

### Ważniejsze dzieła i kazania
1. Tablica na zawsze wyrachowana wschodu i zachodu słońca na Poznań i miejsca przyległe, Poznań 1763
2. O sztuce budowniczej na swoje porządki podzielonej zabawa ciekawa miana w szkołach poznańskich, (Poznań) 1764[7]; wyd. 2: Sztuka budownicza... teraz na nowo poprawiona, przedrukowana, przerysowana, wyd. Franciszek Degen, Warszawa 1775[8]
3. Doświadczenia skutków rzeczy pod zmysły podpadających na publicznych posiedzeniach ww szkołach poznańskich Societatis Jesu na widok wystawione i wykładane, księga 1. Poznań 1765[9]; księga 2. Poznań 1767[10]; księga 3. Poznań 1770[11]; księga 4. Poznań 1776[12]; wyd. 2 tytułowe księgi 1-3: Poznań 1771; duże fragm. Przemowy przedr.: F. Chłapowski w: Życie i prace ks. J. Rogalińskiego cz. 1, "Rocznik Towarzystwa Przyjaciół Nauk Poznań" t. 28 (1901) i odb. Poznań 1902; S. Bednarski: Upadek i odrodzenie szkół jezuickich w Polsce, Kraków 1933, s. 361-367; B. Suchodolski w: Nauka polska w okresie Oświecenia, (Warszawa) 1953; w tym przypadku wzorował się na dziele swego mistrza J. A. Nollet: Leçons de physique expérimentale; w księdze 4 zawarto obszerny wykład nauki wojennej
4. Kazanie na zaczęciu sejmu walnego ordynaryjnego dnia 5 października roku 1778 w Kolegiacie Warszawskiej miane, Warszawa (1778)
5. Mowa J. W. Jmci księdza... dziekana i deputata na Trybunał Koronny Katedry Poznańskiej delegowanego od tegoż Trybunału do J. K. Mci, dnia 19 października roku 1783 miana, brak miejsca wydania (1783)
6. Kazanie na uroczystej wotywie przed elekcją plenipotenta na sejm i sędziów apelacyjnych miast wolnych województwa poznańskiego miane, Poznań (1791).

Drobne wiersze (z roku 1746) i obserwacje astronomiczne Rogalińskiego ogł. F. Chłapowski, jak wyżej poz. 3. Rękopisy wierszy w: Ossolineum, sygn. 30/II, 31/II i Bibliotece Uniwersytetu Poznańskiego, sygn. 69, 279, 334.

### Listy i materiały
1. Do Stanisława Augusta z 9 września 1772 i roku 1778; rękopis: Biblioteka Czartoryskich, sygn. 105
2. Do A. Sułkowskiego 9 listów z lat 1774-1778 oraz notatki i rachunki, ogł. F. Chłapowski, jak wyżej Ważniejsze dzieła i kazania poz. 3 (cz. 2, Poznań 1905)
3. Odpis metryki chrztu w: Liber metricae novitiorum Societatis Jesu (1709-1773), rękopis: Ossolineum, sygn. 100/II k. 69
4. Notatnik życia duchownego za l. 1747-1783; rękopis: Archiwum Prowincji Małopolskiej Towarzystwa Jezusowego nr 38 (bez tytułu); omówienie S. Bednarski, jak wyżej Ważniejsze dzieła i kazania poz. 3, s. 71; na końcu notatnika: Oratio ante scholam; faksymile autografu i przekł. polskiego modlitwy ogł. S. Bednarski, s. 377-378.